# 重庆对外建设（集团）有限公司
重庆对外建设（集团）有限公司 （英語：China Chongqing  International  Construction Corporation），縮寫：CICO），簡稱重庆外建，隶属于重庆对外经贸集团。公司注册资金6.2亿元人民币，具有对工程承包、对外劳务输出、进出口贸易经营权、对外援助成套项目实施企业A级，市政公用工程施工总承包壹级、房屋建筑工程施工总承包壹级、公路工程总承包贰级、港口与海岸工程专业承包贰级，装饰及装修专业承包贰级、机电安装专业承包贰级、土石方专业施工一级资质。业务涵盖海内外工程承包、进出口贸易、劳务输出、设备租赁、技术咨询服务等领域。连续四年进入了美国《工程新闻纪录》杂志“全球最大225家国际承包商”排行榜；重庆市百强企业；中国建筑业500强。
重庆外建在国外分别设有苏丹有限公司、坦桑尼亚非洲公司、乌干达有限公司、约旦办事处、利比里亚办事处、利比亚办事处，在国内拥有1至8工程分公司及劳务公司、工程监理公司。